# Мишоловка для кота
Мишоловка для кота (рос. Мышеловка для кота) — російськомовний кримінальний детективний телесеріал, знятий в Україні. Телесеріал створено студією «Квартал 95».
Прем'єра телесеріалу в Україні відбулася 2 березня 2020 року на телеканалі «1+1». Повторні покази транслювалися з повним українським дубляжем на каналі «Квартал TV» у траурні дні.

## Сюжет
Три мільйонери вирішили зіграти в гру, де вони дають по одному мільйону доларів випадковим трьом людям. Вони поклали ще три мільйони до сейфу, який можна відкрити трьома ключами.
Переможе той, чия людина витратить всі гроші швидше за інших. По одному мільйону одержали студент, вчителька і колишній журналіст.

## Акторський склад та український дубляж
- Дмитро Суржиков (Олексій Череватенко) — колишній журналіст Андрій Морозов
- Тетяна Коновалова (Катерина Сергеєва) — вчитель географії Олена Легеза
- Костянтин Темляк (Олександр Солодкий) — студент Дмитро Голубєв
- Сергій Сипливий (Олександр Завальський) — банкір, олігарх
- Андрій Романій (Дмитро Терещук) — власник лікарень Петро Михайлович, олігарх
- Дар'я Петрожицька — Наталя, помічниця Морозова
- Віра Кобзар (Лідія Муращенко) — Ольга, подруга Олени
- Борис Книженко (Олесь Гімбаржевський) — Віктор, чоловік Олени
- Євген Ковирзанов (Денис Жупник) — власник казино клуба Євген Сьомін, олігарх
- Аліна Бурим (Єлизавета Зіновенко) — Світлана, дочка Олени
- Андрій Мордовець (Андрій Федінчик) — Антон, друг студента Дмитра
- Володимир Гончаров (Анатолій Зіновенко) — помічник банкіра Бабенко

А також: Юрій Висоцький, Ярослав Чорненький, Євген Пашин, Максим Кондратюк, Олег Лепенець, Дмитро Завадський, Михайло Кришталь, Юрій Кудрявець, Павло Скороходько, Дмитро Гаврилов, Роман Чорний, Андрій Альохін, Михайло Тишин, Дмитро Нежельський, Олександр Погребняк, Андрій Соболєв, Дмитро Рассказов-Тварковський, Кирило Сузанський, Євген Сардаков, Ніна Касторф, Ірина Дорошенко, Лариса Руснак, Олена Узлюк, Ольга Радчук, Олена Яблочна, Наталя Ярошенко, Наталя Романько-Кисельова, Катерина Брайковська, Катерина Буцька, Дар'я Рибак, Анна Дончик, Аліса Гур'єва, Анастасія Жарнікова-Зіновенко, Вікторія Москаленко.
Українською мовою серіал дубльовано студією «1+1» у 2022 році.